# Lyndon Hardy
Lyndon Maurice Hardy es un físico, empresario y escritor de fantasía estadounidense. 

## Biografía
Miembro de la Asociación de escritores de ciencia ficción y fantasía de Estados Unidos, asistió al Instituto de Tecnología de California como alumno y luego a la Universidad de California en Berkeley para su licenciatura.
En sus años de universidad quedó fascinado con el reino de la fantasía. Fuera de su ocupación como escritor ha trabajado en correspondencia con la Sociedad de Geología de Nueva Zelandia, y fundó una compañía de inteligencia artificial denominada Alodar Inc. , que ha colaborado en el desarrollo de las herramientas Isis para investigación médica. Es casado, con dos hijas. 
En 1961, Hardy fue el cerebro de la broma del Great Rose Bowl Hoax, en el que los estudiantes de Caltech reorganizaron las tarjetas utilizadas por Washington para deletrear palabras.

## Obras
- Master of the Five Magics (1980)
- Secret of the Sixth Magic (1984)[4]
- El enigma de los siete reinos (1988)